# Lac de la Gimone
Lac de la Gimone is een stuwmeer in Frankrijk, dat tevens geschikt is voor watersport.

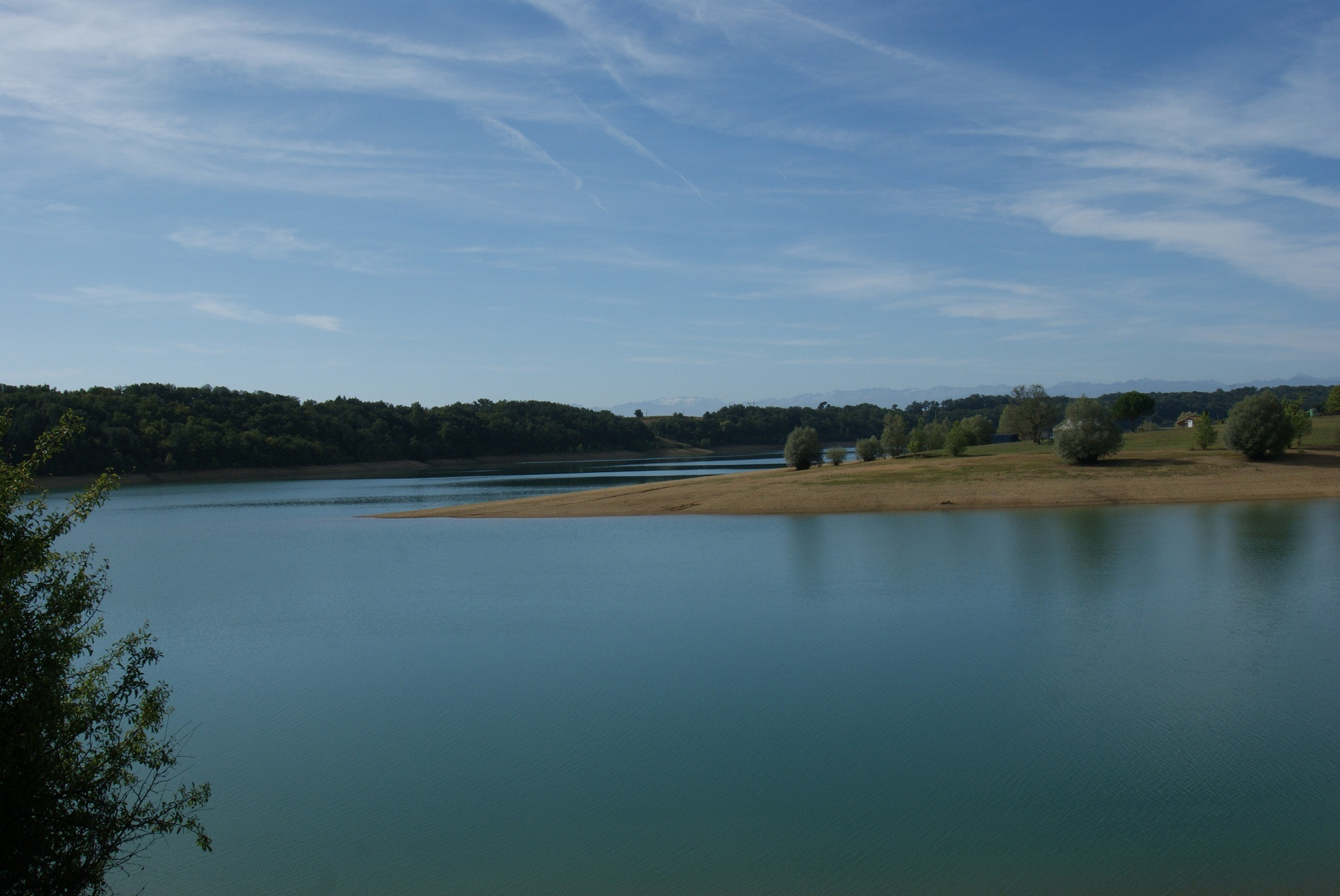
De noordzijde van het meer

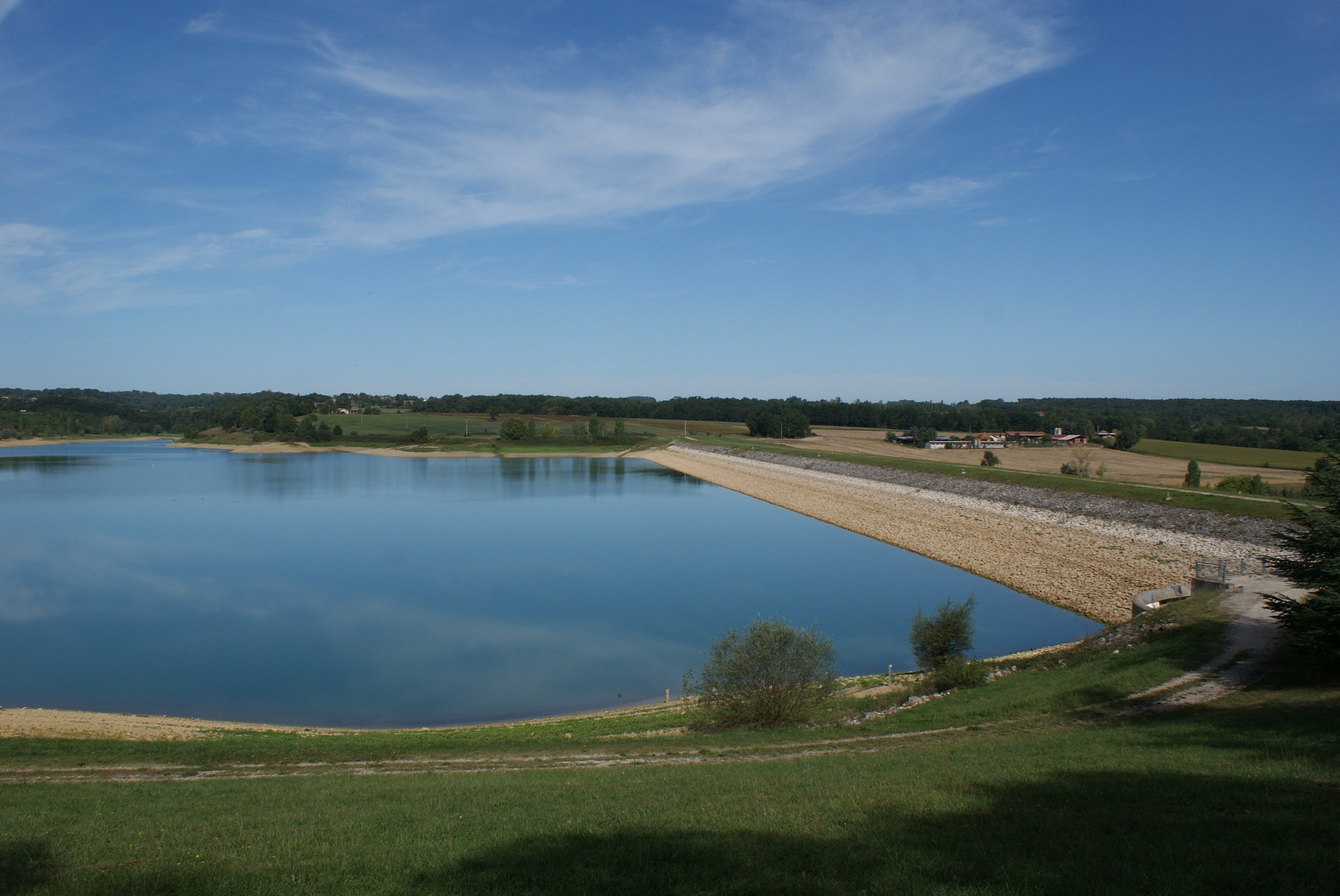
De stuwdam gelegen aan de noordzijde van het meer.

## Ligging
Het in 1992 aangelegde stuwmeer Lac de la Gimone is 6 km lang en heeft een oppervlakte van 264 ha. Het meer vormt de grens tussen de departementen Gers en Haute-Garonne in de Occitanie en is ontstaan door de plaatsing van een dam in de rivier de Gimone. Aan de westzijde komen negen stroompjes in het meer uit, aan de oostzijde twee. Het water van het meer komt ten goede aan de landbouw. Ten noorden van het meer loopt de D228, ten oosten de D41, ten westen de D139 en ten zuiden de D9.

## Aangrenzende gemeenten
In het noordwesten van het meer ligt Saint-Blancard en iets ten oosten daarvan Lunax. In het oosten grenst het meer aan de gemeente Péguilhan. Ten zuiden van het meer ligt Boulogne-sur-Gesse en ten westen Lalanne-Arqué. In Saint-Blancard is een nautisch centrum en zwemgelegenheid.